# Bree Turner
Bree Turner (født 10. marts 1977 i Palo Alto, Californien), er en amerikansk skuespiller.

## Filmografi

### Film
- 1997 - Min bedste vens bryllup
- 1998 - The Big Lebowski
- 2006 - Just My Luck
- 2009 - The Ugly Truth

### TV
- 2007 - Standoff
- 2008 - Ghost Whisperer
- 2010 - Rules of Engagement
- 2011 - Grimm